# Federation Internationale des Bureaux d’Extraits de Presse
Federation Internationale des Bureaux d’Extraits de Presse (skracane jako: FIBEP), dosł. Międzynarodowe Stowarzyszenie Firm Monitorujących Media – międzynarodowa organizacja zrzeszająca instytucje monitorujące media na całym świecie. Obecnie skupia 92 podmioty z 43 krajów.
Federacja została założona w 1953 roku w Paryżu. Co 18 miesięcy organizowany jest kongres FIBEP na temat rozwoju rynku monitorowania mediów.